# モーフィン
モーフィン（Morphine）は、アメリカのロックバンド。1989年にニューイングランドで結成され、5枚のアルバムを発表した後の1999年に解散した。

## 来歴
1989年、元Treat Her Rightのマーク・サンドマン（ボーカル、スライドベース）と、ボストンのローカル・バンドで活動していたデイナ・コーリー（サックス）、ジェローム・デュプリー（ドラム）によって結成される。結成当初、サンドマンは弦を1本のみ張ったベースギターをスライドバーを用いて演奏していたが、後に弦をもう1本追加して独特の2弦スライドベースを編み出した。サンドマンのベースに、コーリーのバリトンサックス、そしてドラムから構成される変則トリオは低音を主軸としたジャズ、ブルース寄りの独特のロックを展開。その音楽は"Low Rock"と形容された。
1992年、デビュー・アルバム『グッド』を地元のインディーレーベルから発表。翌1993年の二作目『キュア・フォー・ペイン』はカレッジラジオを中心に評判を呼んだ。リリース後はアメリカ、ヨーロッパ、日本をツアーして周る。
1995年に『イエス』、1997年に『ライク・スイミング』と続けてアルバムを発表。しかし、1999年7月3日にイタリア・パレストリーナでのライヴ中にマーク・サンドマンが心臓発作で倒れ、客死。突然の悲劇でフロントマンを失ったバンドはすぐに解散を発表した。
2000年には遺作となる『ザ・ナイト』がリリースされ、残されたメンバー二人は"Orchestra Morphine"という9人編成のバンドを率いてアメリカ東海岸でトリビュート・コンサートを行った。また、2011年にはマーク・サンドマンの生涯を描いたドキュメンタリー映画『キュア・フォー・ペイン：ザ・マーク・サンドマン・ストーリー』が公開された。

## メンバー
- マーク・サンドマン - ボーカル、二弦スライドベース (1989–1999)
- デイナ・コーリー - バリトンサックス、テナーサックス (1989–1999)
- ジェローム・デュプリー - ドラムス、パーカッション (1989–1991, 1991–1993, 1998–1999)
- ビル・コンウェイ - ドラムス、パーカッション (1991, 1993–1999)

## ディスコグラフィ

### アルバム
- Good (1992)
- Cure for Pain (1993)
- Yes (1995)
- Like Swimming (1997)
- The Night (2000)

### ライヴ・アルバム
- Bootleg Detroit (2000)

### コンピレーション
- B-Sides and Otherwise (1997)
- The Best of Morphine: 1992-1995 (2003)
- Sandbox: The Mark Sandman Box Set (2004)
- At Your Service (2009)